# Новий Колутон
Новий Колуто́н (каз. Жаңа Қалқұтан) — село у складі Астраханського району Акмолинської області Казахстану. Адміністративний центр Острогорського сільського округу.
Населення — 454 особи (2021; 709 у 2009, 896 у 1999, 1298 у 1989).
Національний склад станом на 1989 рік:
- росіяни — 63 %.